# Corbas
Corbas es una comuna francesa situada en la Metrópoli de Lyon, de la región de Auvernia-Ródano-Alpes.  Pertenece a la aglomeración urbana de Lyon.